# Муратов, Александр Дмитриевич
Александр Дмитриевич Муратов (29 января 1944, Мелитополь, Запорожская область — 2 мая 2009, Чебоксары) — генерал-полковник внутренних войск МВД России.

## Биография
Родился в городе Мелитополь Запорожской области (Украина). В 1966 году окончил Харьковское военное училище МООП УССР.
- 1966—1969 — командир взвода 231 отряда конвойной охраны МООП УССР; 1969—1971 — командир взвода 476 конвойного полка МВД СССР;
- 1971—1973 — командир роты 480 конвойного полка МВД СССР;
- 1973—1976 — слушатель Военной Академии имени М. В. Фрунзе;

В 1976 году окончил Военную академию имени М. В. Фрунзе.
- 1976—1978 — командир 553 отдельного конвойного батальона 102 конвойной дивизии МВД СССР;
- 1978−1983 — начальник штаба 40 конвойной бригады 102 конвойной дивизии МВД СССР;
- 1983—1987 — командир 73 отдельной конвойной бригады УВВ МВД СССР по Западной Сибири;
- 1987—1989 — заместитель начальника штаба УВВ МВД СССР по Западной Сибири;
- 1989—1991 — командир 79 конвойной дивизии Приволжского УВВ МВД СССР;
- 1991—1992 — начальник штаба УВВ МВД СССР по Западной Сибири; В 1992—1993 — начальник УВВ МВД СССР по ДВ и ВС;
- 1993—1997 — командующий войсками Восточного округа ВВ МВД РФ;
- 1997—2000 — командующий восками Приволжского округа ВВ МВД РФ.
- С 2000 года — главный федеральный инспектор по республике Чувашия.
- Ушёл в отставку в июне 2006 года. После отставки стал советником главы МВД Чувашии.

Похоронен на Бугровском кладбище Нижнего Новгорода.